# Desfile de Pascua (película de 1948)

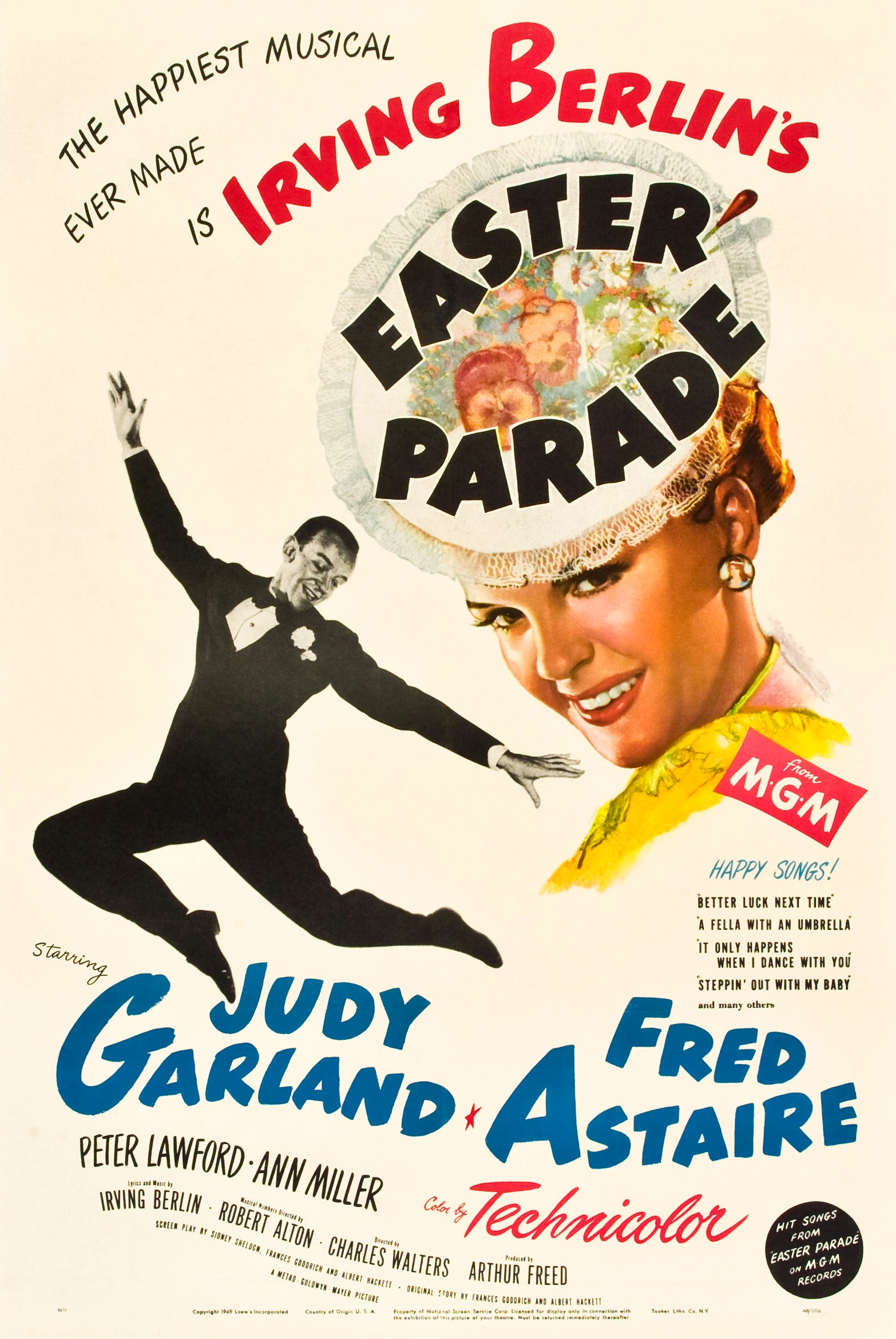

Desfile de Pascua (Easter Parade, en inglés) es una película musical estadounidense de 1948 protagonizada por Judy Garland, Fred Astaire, Peter Lawford y Ann Miller. La película contiene algunas de las canciones más conocidas de Astaire y Garland, incluidas «Easter Parade», «Steppin' Out with My Baby» y «We're a Couple of Swells», todas de Irving Berlin.
Gene Kelly originalmente había sido elegido para interpretar el papel protagónico, pero se rompió el tobillo. Luego le ofrecieron el papel a Astaire, que se había retirado dos años antes. Muy ansioso por volver a trabajar, Astaire consultó a Kelly sobre la oferta y Kelly apoyó su decisión de asumir el puesto. Garland y Astaire formaban un equipo exitoso y Astaire recuperó su estatus de estrella importante de MGM.
Un éxito comercial y de crítica, Easter Parade fue la película musical más taquillera de 1948 y el segundo musical de MGM más taquillero de la década de 1940, después de Meet Me in St. Louis.

## Argumento
En 1912, la estrella de Broadway Don Hewes compra regalos de Pascua para su amada y compañera de baile, Nadine Hale, logrando que un niño se desprenda de un conejo de peluche tocando todos los tambores en la juguetería. Le lleva los regalos a Nadine, a quien le han ofrecido la oportunidad de protagonizar un espectáculo en solitario. Él intenta persuadirla para que se quede con él, pero ella le dice que ya firmó un contrato. Llega el mejor amigo de Don, Johnny, y Nadine se siente claramente atraída por él, aunque Johnny se resiste por respeto a Don.
Don ahoga sus penas en el bar del restaurante Pastini, alardeando ante Johnny y el camarero, Mike, de que puede convertir a cualquier chica del espectáculo en una bailarina estrella. Elige a Hannah Brown, e intenta convertirla en una copia de Nadine, enseñándole a bailar de la misma manera, comprándole un vestuario similar y dándole el exótico nombre artístico de «Juanita». Ella comete varios errores en su primera actuación y el espectáculo es un fiasco. 
Una tarde, durante el Desfile de Pascua, se topan con Nadine, rodeada de fotógrafos que quieren retratarla. Don observa y le promete a Hannah que para el desfile de pascua del próximo año, será a ella a quien los fotógrafos persigan, pues, asegura, para entonces Hannah será más famosa que Nadine.
Cuando Johnny conoce a Hanna, se siente atraído instantáneamente por ella. Intenta, sin éxito, reunir a Don con Nadine, quien le dice a Don que sus amigos se están riendo porque Hannah está tratando de ser ella. Don se da cuenta de sus errores y comienza a preparar rutinas que se adaptan mejor a ella. 
Ahora conocidos como «Hannah & Hewes», se convierten en un gran éxito. Al audicionar para Ziegfeld Follies , Hannah y Don conocen a la estrella del programa: Nadine. Al darse cuenta de que Nadine es la expareja de Don, Hannah exige saber si él la amaba. En su hotel, Don revela que rechazó la oferta de Ziegfeld, creyendo que Hannah y Nadine no pertenecen al mismo programa: Nadine no se puede comparar con Hannah. Están a punto de besarse cuando Johnny llega para llevar a Hannah a cenar. Él confiesa que se enamoró de ella durante la tormenta, pero Hannah admite que está perdidamente enamorada de Don.
Más tarde, Don le dice a Hannah que los han contratado para protagonizar su propio programa y la invita a salir a la ciudad. Ella llega a su departamento y descubre que él ha organizado una cena privada. Él comete el error de mencionar su acto y Hannah explota, acusándolo de tratar su cita como un ensayo de baile. Ella intenta irse, pero él la besa. Toca el piano y canta «Sólo sucede cuando bailo contigo». «¿Por qué no me dijiste que estaba enamorado de ti?», pregunta, y se abrazan.
Su programa presenta a Don y Hannah, y el espectáculo es un rotundo éxito. Después celebran en el jardín de la azotea, donde actúa Nadine. El público les brinda una gran ovación. Nadine, llena de ira y envidia por el éxito de Hannah, le pide a Don bailar uno de sus antiguos shows con ella: «Sólo sucede cuando bailo contigo». Don acepta de mala gana, y Hannah se marcha.
En el bar Pastini's, donde ella y Don se conocieron, Hannah le cuenta sus problemas a Mike. A su regreso, encuentra a Don esperándola fuera de su apartamento. Él intenta explicarse y promete esperar toda la noche hasta que ella lo perdone, pero la seguridad del hotel lo obliga a marcharse justo antes de que ella abra la puerta. A la mañana siguiente, Johnny le dice a Hannah que si amaba a alguien, se lo demostraría, y la convence de hablar don Don.
Don, en su departamento, recibe una entrega de flores, un huevo de chocolate y un conejito vivo con sombrero de copa. Luego aparece Hannah, quien le recuerda su cita. Luego de reconciliarse, ambos salen a la calle para ver el Desfile de Pascua, momento en que los reporteros asedian a Hannah por fotos (tal como Don se lo había prometido), y luego, Don le pone un anillo de compromiso a Hannah.

## Reparto
- Judy Garland - Hannah Brown.
- Fred Astaire - Don Hewes.
- Peter Lawford - Jonathan Harrow III.
- Ann Miller - Nadine Hale.
- Jules Munshin - François, el mesero.
- Clinton Sundberg - Mike, el dueño del bar.
- Richard Beavers - el cantante de "La chica de la portada de la revista".
- Jeni Le Gon - Essie, la criada de Nadine.
- Jimmy Bates - el niño de la juguetería.
- Norman Barker - trombonista a dúo con Garland.
- Jimmie Dodd - el taxista.

## Premios
La película obtuvo el premio Óscar a mejor música, y el Premio del Sindicato de Escritores de Estados Unidos al mejor musical estadounidense escrito.

## Números musicales
Los créditos de las actuaciones indican el nombre del mismo y quienes lo interpretaron en el filme:
1. "Happy Easter" (Fred Astaire)
2. "Drum Crazy" (Astaire)
3. "It Only Happens When I Dance With You" (Astaire y Ann Miller)
4. "I Want To Go Back To Michigan" (Judy Garland)
5. "Beautiful Faces Need Beautiful Clothes" (Astaire, Garland)
6. "A Fella with an Umbrella" (Peter Lawford, Garland)
7. Vaudeville Montage: "I Love a Piano" (Garland, Astaire), "Snookey Ookums" (Astaire, Garland), "The Ragtime Violin" (Astaire, Garland), y "When the Midnight Choo-Choo Leaves for Alabam'" (Garland, Astaire)
8. "Shakin' the Blues Away" (Miller)
9. "It Only Happens When I Dance With You" (Garland)
10. "Steppin' Out with My Baby" (Astaire, Patricia Jackson, Bobbie Priest, Dee Turnell)
11. "We're a Couple of Swells" (Astaire, Garland)
12. "The Girl on the Magazine Cover" (Richard Beavers, Miller)
13. "It Only Happens When I Dance With You" (Astaire, Miller)
14. "Better Luck Next Time" (Garland )
15. "Easter Parade" (Garland, Astaire)
16. "Everybody's Doin' It Now"

Un número musical de Garland vistiendo una chaqueta de esmoquin, un sombrero de fieltro negro y medias de nailon negras (un estilo de vestir que se convirtió en una especie de marca registrada suya en años posteriores), fue eliminado de la película por ser demasiado atrevido para una película ambientada en 1912. El público finalmente pudo verlo cuando se incluyó una versión editada en la película recopilatoria de 1994 ¡Eso es entretenimiento! III . Se vio por primera vez como parte de los extras de las versiones de edición especial VHS y Laser Disc del año siguiente. Cuando la película se lanzó en DVD, se incluyeron varios minutos de tomas descartadas, metraje sin editar y tomas alternativas de esta actuación, además del metraje publicado anteriormente.